# Silvia Ruffini
Silvia Ruffini (o Rufini; 14..? - Roma, 1561) fue la amante de Alejandro Farnesio, futuro papa Paulo III, y madre de sus cuatro hijos.
No se conoce la fecha de su nacimiento pero sí se sabe que casó, como muy tarde en el año 1496, con el mercader o comerciante romano Giovanni Battista Crispo, al que dio tres hijos, entre ellos el cardenal Tiberio. La familia de Silvia pertenecía a la pequeña nobleza romana y vivía en un palacio del barrio Colonna. Del testamento de su padre Rufino, quien murió en 1504, parece que Silvia tuvo cuatro hermanos varones (Giacomo, Girolamo, Ascanio y Mario, estos dos últimos siguieron la carrera eclesiástica) y dos hermanas (Camilla e Ippolita).
Las cercanas y habituales relaciones de Alejandro Farnesio con los Ruffini (en particular Giacomo, su conclavista en 1503 y 1513 y gentilhombre de cámara) confirman la estabilidad de la relación del Farnesio con Silvia. Giacomo es también el primer Ruffini mencionado en documentos públicos relacionados con Alejandro, en 1499: es posible que él mismo presentara a Silvia al cardenal. Alejandro Farnesio, sin embargo, nunca quiso revelar la identidad de la madre de sus hijos, legitimada por el complaciente Julio II y León X. Costanza, entonces, la primera de los cuatro hijos con Alejandro, probablemente nació cuando Silvia todavía estaba casada con Crispo en 1500 (quien murió a inicios de 1501).
Es madre de los Farnesio, Costanza, Pedro Luis, Paolo y Ranuccio, oficialmente fue siempre una mujer casada cuyo nombre no se menciona, pero la verdad es que Silvia, que firmaba "Silvia Rufina de Crispis" medio siglo después de la muerte de su esposo, no se volvió a casar. La mentira fue la estratagema de Alejandro para ocultar su identidad, posiblemente proteger su reputación (una viuda tenía que ser fiel a su marido fallecido) y no quedar para la historia como la concubina de un papa, como había pasado con el papa Borgia y su Julia.
Nadie vio a Silvia y Alejandro Farnesio juntos en el mismo lugar, y no está claro si ella vivió en el palacio de Farnesio: la máxima confidencialidad se cernía sobre su relación. Algunos poemas latinos de Baldassarre Molosso, poeta y tutor de los hijos de la pareja, dejan caer que Silvia (a quien llamaba Lola) podría vivir en Frascati o en una villa de su hijo Tiberio en Bolsena, o al menos que ella iba a menudo allí, ya que en los poemas leemos acerca de un Farnesio impaciente por abrazar su hermosura. Vivir en Bolsena hubiera sido cómodo, ya que su hermana Camilla se había casado allí y cerca (en Gradoli), el cardenal  Alejandro Farnesio (futuro Paulo III), se había construido una villa.
Ciertamente, sin embargo, Silvia murió en Roma en 1561 y fue enterrada en la tumba de la familia Crispo preparada por su hermano Mario más de diez años antes, en el Panteón, un mes después.
Dos posibles retratos de Silvia, según la experta en la familia Farnesio, Patrizia Rosini, se encuentran en Roma: en el Palacio Rondanini, detalle de la Alegoría del Bautismo, y el segundo en el castillo de Sant'Angelo, en la Sala del Perseo[cita requerida].